# Вольный Труд (Татарстан)
Во́льный Труд (тат. Вольный Труд) — посёлок в Агрызском районе Республики Татарстан России. Входит в состав Новобизякинского сельского поселения.

## Географическое положение
Посёлок находится в Восточном Предкамье, в 2 км к югу от реки Назарки, на расстоянии 33 км к югу от города Агрыз и в 5,5 км по автодорогам к северо-востоку от центра поселения.
Посёлок Вольный Труд, как и весь Татарстан, находится в часовой зоне МСК (московское время). Смещение применяемого времени относительно UTC составляет +3:00.

## История
Основан в 1920-х годах в составе Агрызского района Татарской АССР переселенцами из сёл Терси, Сукман и деревни Туба. В 1928 году здесь был образован первый в районе колхоз «Вольный Труд»
В 1928 году здесь был образован первый в районе колхоз «Вольный Труд». В 1950 году колхоз посёлка вошёл в состав колхоза имени Ленина, объединившего селения Варклед-Аул, Вольный Труд, Новоникольский, Новые Бизяки, Староникольский, Янга-Аул.
Со времени основания в составе Агрызского района ТАССР (на 1930 и 1948 год в составе Чишминского сельского Совета, в 1963—64 годах — в Елабужском районе).

## Население
| 1926 | 1938 | 1958 | 1970 | 1989 | 2002 | 2010 | 2015 |
| ---- | ---- | ---- | ---- | ---- | ---- | ---- | ---- |
| 32   | 310  | 140  | 106  | 48   | 29   | 32   | 35   |

В 2012 году в поселке проживало 28 человек, больше половины из которых были старше трудоспособного возраста.
Национальный состав
Согласно результатам переписи 2002 года, в национальной структуре населения русские составили 52 %, татары — 31 %.

## Инфраструктура
Имеются кладбище и вышка сотовой связи. Другие объекты инфраструктуры в посёлке отсутствуют.
В посёлке единственная улица — Трудовая.